# Мюллер, Вильгельм (германист)
Вильгельм Мюллер (нем. Wilhelm Müller; 1812—1890) — немецкий германист, профессор древненемецкого языка и литературы в Геттингене.
Напечатал: «Geschichte und System der altdeutschen Religion» (Геттинген, 1844), «Niedersächsische Sagen und Märchen» (вместе с Шамбахом, Геттинген, 1855), «Mythologie der deutschen Heldensage» (Гейдельб., 1886), «Zur Mythologie der griechischen und deutschen Heldensage» (Гейдельб., 1889) и др.
По предварительным работам Георга Фридриха Бенеке Мюллер обработал, вместе с Царнке, «Mittelhochdeutsches Wörterbuch» (Лейпциг, 1854—1867).